# 沃尼奥尔茨
沃尼奥尔茨，是匈牙利诺格拉德州所辖的一个村。总面积32.22平方公里，总人口1289，人口密度40.0人/平方公里（2011年1月1日）。